# Аделейе, Адебайо
Адебайо Аделейле (англ. Adebayo Adeleye; род. 17 мая 2000, Нигерия) — нигерийский футболист, вратарь клуба «Хапоэль» (Иерусалим) и сборной Нигерии.

## Клубная карьера
Аделейле — воспитанник клуба «Б-Юнайтед». В 2018 году Адебайо перешёл в иерусалимский «Хапоэль», где присоединился к молодёжной команде. 26 августа в матче против «Хапоэль» Ришон-ле-Цион он дебютировал в чемпионате Израиля. 

## Международная карьера
18 июня 2023 года в отборочном матче Кубка Африки против сборной Сьерра-Леоне Аделейле дебютировал за сборную Нигерии.